# Charlotte de Turckheim

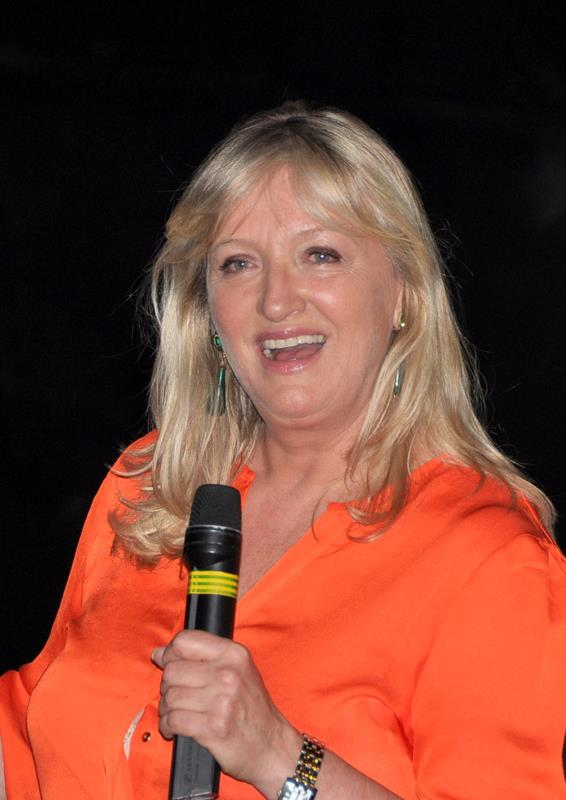
Charlotte de Turckheim (2012)

Anne-Charlotte de Turckheim (* 5. April 1955 in Paris) ist eine französische Schauspielerin, Filmregisseurin und Drehbuchautorin.

## Leben
Anne-Charlotte de Turckheim ist die Tochter von Baron Arnaud de Turckheim und Françoise Husson. Sie ist Mitglied einer protestantischen adligen Familie, die ursprünglich aus dem oberelsässischem Winzerstädtchen Turckheim kommt. Sie studierte Drehbuch, Regie und Schauspiel am Cours Simon. Anschließend spielte sie Theater, bevor sie in dem 1980 erschienenen von Raphaël Delpard inszenierten Horrorfilm La Nuit de la mort! an der Seite von Jeannette Batti, Michel Debrane und Betty Beckers in einer Hauptrolle auf der Leinwand debütierte.
Ihr Debüt als Drehbuchautorin gab sie 1993 in der Filmkomödie Une journée chez ma mère, in der sie auch die Hauptrolle spielte. Mit der 1999 veröffentlichten französisch-spanischen Komödie Drei Väter zuviel mit Victoria Abril und Alain Bashung sowie ihr selbst in den Hauptrollen debütierte sie als Filmregisseurin.
Sie war mit Jean-Marc Piaton verheiratet, mit dem sie drei Töchter hat, darunter die Schauspielerin Julia Piaton.

## Filmografie
- 1980: La nuit de la mort!
- 1981: Caroline tanzt aus der Reihe (Le boulanger de Suresnes)
- 1981: Le maître d’école
- 1982: Die Erfindung des Monsieur Chambarcaud (Marcheloup)
- 1982: Glückwunsch II – Die Lümmel machen Ferien (Les sous-doués en vacances)
- 1983: Der schöne Schein des Reichtums (Signes extérieurs de richesse)
- 1983: Edith und Marcel (Édith et Marcel)
- 1984: Die Enthüllung (Rive droite, rive gauche)
- 1984: Eine Liebe von Swann (Un amour de Swann)
- 1984: Jerry, der total beknackte Cop (Retenez-moi… ou je fais un malheur!)
- 1987: Schmutziges Schicksal (Sale destin)
- 1988: Chouans! – Revolution und Leidenschaft (Chouans!)
- 1991: Mein Vater, der Held (Mon père, ce héros)
- 1991: Tolle Zeiten … (Une époque formidable …)
- 1993: Une journée chez ma mère
- 1994: Jefferson in Paris
- 1999: Drei Väter zuviel (Mon père, ma mère, mes frères et mes sœurs), Regie
- 2006: Coming Out mit Hindernissen (Le ciel sur la tête)
- 2012: Ziemlich dickste Freundinnen (Mince alors!), Regie
- 2014: Ein Sommer in der Provence (Avis de mistral)
- 2014: Candice Renoir (Fernsehserie, 1 Folge)
- 2015: Qui c'est les plus forts?, Regie
- 2024: Ça, c'est Paris! (Fernsehserie, sechs Episoden)